# 1904年3月17日日食
1904年3月17日日食是一次日環食，發生於1904年3月17日。新月當天（即朔日），地球上觀測到月球和太阳的角距離極小，此時月球如果恰好在月球交點附近，穿過太阳和地球之間，與地球、太阳接近一直線，則會出現日食。月球穿過太阳和地球之間，但距地球較遠，本影未能接觸地表，而使偽本影覆蓋的區域內看到月球的角直徑小於太陽，就形成日環食，同時在偽本影兩側數千公里的半影範圍內形成日偏食。此次日環食經過了德屬東非、葡屬東非、法屬葛摩、英屬塞席爾、英屬模里西斯阿加萊加群島、英屬印度洋領地、荷屬東印度、暹羅、法屬印度支那、西沙群岛、美屬菲律賓、日本火山列島，日偏食則覆蓋了非洲東半部、亚洲東南半部及周邊部分地區。

## 日食概況

### 出現區域
德屬東非（今屬坦桑尼亚）南部在日出時最先看到日環食，隨後月球偽本影向東進入印度洋，覆蓋了法屬葛摩（今葛摩）、英屬塞席爾（今塞舌尔）、英屬模里西斯（今毛里求斯）的部分島嶼，逐漸轉向東北，又覆蓋了英屬印度洋領地的絕大部分，在布勒厄島以西約30公里處達到最大食分。此後偽本影繼續向東北，經過蘇門答臘北部、中南半島、西沙群岛、美屬菲律賓（今菲律賓）、火山列島的部分地區，最終在日落時分結束於威克島和小笠原群岛之間的北太平洋洋面。
偽本影經過的陸地包括：
- 德屬東非：今坦桑尼亚魯伍馬區中東部、莫羅戈羅區南部、林迪區中南部、姆特瓦拉區；
- 葡屬東非：今莫桑比克尼亞薩省東北角和德爾加杜角省北部；
- 法屬葛摩：今葛摩大科摩罗岛北部；
- 英屬塞席爾：今塞舌尔阿爾達布拉群島和法夸爾群島；
- 英屬模里西斯：今毛里求斯遠離本島的阿加萊加群島；
- 英屬印度洋領地全境除迪戈加西亚岛南部外的絕大部分；
- 荷屬東印度：今印度尼西亚亞齊特區西北部；
- 暹羅：今泰国攀牙府除西密蘭群島北端外的絕大部分、甲米府、董里府北部、拉廊府南部、素叻府、洛坤府除東南部外的大部、博他侖府極西北角、春蓬府南部、桐艾府南部；
- 法属印度支那：自西南向東北斜貫今柬埔寨，擦過老挝南端，斜貫越南中部偏南，其中包括今柬埔寨首都金邊；
- 西沙群岛全境；
- 美屬菲律賓：今菲律賓北伊羅戈省北端、卡加延省極西北角、巴丹群島省；
- 大日本帝国：遠離本土的火山列島中的硫磺岛、南硫磺島、南鳥島。[3][4]

除了上述狹窄的環食帶內能看到日環食之外，月球半影覆蓋範圍內都能看到日偏食，包括非洲東半部、西亚南部、阿富汗南部、南亚除英屬印度極北端（今巴基斯坦極北端）外的絕大部分、中國除西北邊境外的大部、朝鲜半岛、日本、东南亚、澳大利亚極北部海岸、美拉尼西亚島群西北部、密克羅尼西亞島群中西部、俄國東南部。

### 基本參數
- 類型：日環食
- 食甚中心處（位於荷屬東印度布勒厄島以西約30公里的孟加拉灣東南部）資料：
  - 時間：1904年3月17日5:40:41.4
  - 地點：5°39.0′N 94°43.6′E / 5.6500°N 94.7267°E
  - 食分：0.9367（環食帶內最大）
  - 日環食持續時間：8分7.3秒

## 觀測
俄國皇家科學院（今俄羅斯科學院前身）的N.多尼奇經由法屬印度支那西貢（今越南胡志明市）前往金邊（今柬埔寨首都）做了觀測。3月17日當天天氣晴朗，只是早晨有一些霧。多尼奇用光譜儀觀測了日環食，還記錄了約2.5小時內的氣溫變化，共計降溫3°C。

## 相關的日食

### 1902-1906年的日食
月球交替位於相對的月球交點時，以半個交點年（食年），即約177天又4小時間隔出現下列日食。
註：1902年5月7日和1902年10月31日的日偏食屬於上一組交點年系列。1906年7月21日的日偏食屬於下一組交點年系列。
| 降交點   | 降交點                   |          | 升交點                   | 升交點 |
| 沙羅周期 | 地圖                     | 沙羅周期 | 地圖                     |        |
| 108      | 1902年4月8日 偏食（北）  |          |                          |        |
| 118      | 1903年3月29日 環食       | 123      | 1903年9月21日 全食       |        |
| 128      | 1904年3月17日 環食       | 133      | 1904年9月9日 全食        |        |
| 138      | 1905年3月6日 環食        | 143      | 1905年8月30日 全食       |        |
| 148      | 1906年2月23日 偏食（南） | 153      | 1906年8月20日 偏食（北） |        |

### 沙羅周期
沙羅週期長度為18年11天。本次日食屬於沙羅週期128，共包含73次日食，依次為984年8月29日至1399年5月6日的24次日偏食、1417年5月16日至1471年6月18日的4次日全食、1489年6月28日至1543年7月31日的4次全環食（亦稱混合食）、1561年8月11日至2120年7月25日的32次日環食、2138年8月5日至2282年11月1日的9次日偏食，總共歷時1298.17年。其中最長的全食發生於1453年6月7日，共持續了1分45秒。
下表列舉了1901年至2100年間發生的屬於該周期的日食，是第52至62次：
| 52            | 53            | 54            |
| ------------- | ------------- | ------------- |
| 1904年3月17日 | 1922年3月28日 | 1940年4月7日  |
| 55            | 56            | 57            |
| 1958年4月19日 | 1976年4月29日 | 1994年5月10日 |
| 58            | 59            | 60            |
| 2012年5月20日 | 2030年6月1日  | 2048年6月11日 |
| 61            | 62            |               |
| 2066年6月22日 | 2084年7月3日  |               |

## 資料來源
1. ↑  樊忠玉. . 中国天文科普网.   [2016-04-06]. （原始内容存档于2014-09-17）.
2. 1 2  Fred Espenak. . NASA Eclipse Web Site.   [2016-04-06]. （原始内容存档于2020-10-21）.（英文）
3. ↑  Fred Espenak. . NASA Eclipse Web Site.   [2016-04-06]. （原始内容存档于2020-10-20）.（英文）
4. ↑  Xavier M. Jubier. .   [2016-04-06]. （原始内容存档于2019-04-02）.（法文）（英文）
5. ↑  Fred Espenak. . NASA Eclipse Web Site.   [2016-04-06]. （原始内容存档于2017-12-28）.（英文）
6. ↑  Donitch, N. . Izv. Russ.Astron.Ob-va. 1905, (8/9): 276–279  [2016-04-11]. （原始内容存档于2019-08-29）.（俄文）（英文）
7. ↑  Fred Espenak. . NASA Eclipse Web Site.（英文）

## 外部連結
- NASA日食專頁（页面存档备份，存于）（英文）
- 可見區域圖和時間統計：由弗雷德·埃斯佩纳克做出的日食預報，NASA/GSFC
  - Google互動地圖呈現的日食範圍
  - 貝塞爾元素
- Google地圖顯示的日環食和日偏食範圍（页面存档备份，存于）（法文）（英文）

| \| \| 日食 \|                             |                              |                                          |
| 上一次日食： 1903年9月21日日食 （日全食） | 1904年3月17日日食 （日環食） | 下一次日食： 1904年9月9日日食 （日全食） |
| 上一次日環食： 1903年3月29日日食          | 1904年3月17日日食 （日環食） | 下一次日環食： 1905年3月6日日食          |
|                                           | 日食                         |                                          |